# Nicoletta Taranta
Nicoletta Taranta (...) è una costumista italiana, vincitrice del David di Donatello, del Nastro d'argento e del Ciak d'oro.

## Biografia
I suoi primi lavori come costumista nel cinema risalgono alla fine degli anni novanta.

## Carriera

### Cinema
- La classe non è acqua, regia di Cecilia Calvi (1997)
- Prime luci dell'alba, regia di Lucio Gaudino (2000)
- L'ultima lezione, regia di Fabio Rosi (2001)
- Quartetto, regia di Salvatore Piscicelli (2001)
- Alla fine della notte, regia di Salvatore Piscicelli (2003)
- Segui le ombre, regia di Lucio Gaudino (2004)
- Ovunque sei, regia di Michele Placido (2004)
- Romanzo criminale, regia di Michele Placido (2005)
- L'aria del lago, regia di Alberto Rondalli (2007)
- Signorina Effe, regia di Wilma Labate (2007)
- La prima linea, regia di Renato De Maria (2009)
- C'è chi dice no, regia di Giovambattista Avellino (2011)
- Mediterranea, regia di Jonas Carpignano (2015)
- La macchinazione, regia di David Grieco (2016)
- A Ciambra, regia di Jonas Carpignano (2017)
- Agadah, regia di Alberto Rondalli (2017)
- Il mangiatore di pietre, regia di Nicola Bellucci (2018)
- L'amore a domicilio, regia di Emiliano Corapi (2019)
- 5 è il numero perfetto, regia di Igort (2019)
- Il ladro di giorni, regia di Guido Lombardi (2019)
- L'incredibile storia dell'Isola delle Rose, regia di Sydney Sibilia (2020)
- American Night, regia di Alessio Della Valle (2021)
- I nostri fantasmi, regia di Alessandro Capitani (2021)
- Piove, regia di Paolo Strippoli (2022)
- Stranizza d'amuri, regia di Giuseppe Fiorello (2023)
- Suspicious minds, regia di Emiliano Corapi (2023)
- Sei nell'anima, regia di Cinzia TH Torrini (2024)

### Televisione
- Vivere (1999-2008)
- Il mio amico Babbo Natale 2, regia di Lucio Gaudino (2006)
- Romanzo criminale - La serie, regia di Stefano Sollima (2008-2010)
- La vita che corre, regia di Fabrizio Costa (2012)
- Le mani dentro la città, regia di Alessandro Angelini (2014)

## Premi e riconoscimenti
- David di Donatello
  - 2006 - Migliori costumi per Romanzo criminale
  - 2018 - Candidatura ai migliori costumi per Agadah
  - 2020 - Candidatura ai migliori costumi per 5 è il numero perfetto
  - 2021 - Candidatura ai migliori costumi per L'incredibile storia dell'Isola delle Rose
- Nastro d'argento
  - 2006 - Candidatura ai migliori costumi per Romanzo criminale
  - 2018 - Migliori costumi per Agadah e A Ciambra
  - 2020 - Candidatura ai migliori costumi per 5 è il numero perfetto
  - 2021 - Candidatura ai migliori costumi per L'incredibile storia dell'Isola delle Rose
  - 2023 - Candidatura ai migliori costumi per Stranizza d'amuri
- Ciak d'oro
  - 2006[1] - Migliori costumi per Romanzo criminale
  - 2021 - Candidatura ai migliori costumi per L'incredibile storia dell'Isola delle Rose